# سیمارین
سیمارین (به انگلیسی:Cymarin) سم قلبی است که سبب بروز آریتمی قلبی در انسان می‌شود. گونه‌های سردهٔ گیاهان شاهدانه هندی دارای سم سیمارین هستند. امروزه از سیمارین در برخی داروهای سرطانی که برای درمان توده‌های سرطانی ویژه‌ای استفاده می‌شوند به کار می‌روند.